# Широково (Шатровський район)
Широ́ково (рос. Широково) — село у складі Шатровського району Курганської області, Росія. Входить до складу Шатровської сільської ради.
Населення — 181 особа (2010, 285 у 2002).
Національний склад станом на 2002 рік: росіяни — 99 %.